# Josef Knebel
Josef Knebel (1932 - Assen, 28 juni 1957) was een Duits motorcoureur.
Josef Knebel kwam in het seizoen 1957 voor het eerst uit in het wereldkampioenschap wegrace, als zijspancoureur met zijn bakkenist Rolf Amfaldern. 
Hij deed dat als "Ausweisfahrer", met alleen nog een nationale startlicentie in de Grand Prix van Duitsland. Ze werden daarin derde achter de BMW-topcombinaties van Fritz Hillebrand/Manfred Grunwald en Walter Schneider/Hans Strauß en nog voor Florian Camathias en oud-wereldkampioen Cyril Smith. 
Hierdoor werden ze meteen bevorderd tot "Lizenzfahrer" met een internationaal startbewijs, waardoor ze enkele weken later al in de TT van Man hadden mogen starten. Die verre en dure reis maakten de meeste privérijders echter niet en Knebel/Amfaldern kozen in 1957 voor de TT van Assen. 
In de trainingen op het TT-Circuit Assen waren ze opnieuw erg snel en het leek erop dat ze de derde startplaats konden veroveren. Bij De Bult, de scherpe linkerbocht voor Mandeveen, schoot hun BMW-combinatie echter rechtdoor en sloeg over de kop en Knebel kwam onder zijn machine in de sloot terecht. 
Hij werd naar het ziekenhuis van Assen gebracht, waar hij aan zijn verwondingen bezweek. Rolf Amfaldern had slechts lichte verwondingen en reed later in het seizoen nog enkele races met Max Deubel, met wie hij Duits kampioen werd en ging daarna verder als solocoureur.